# 神戸常盤大学短期大学部
神戸常盤大学短期大学部（こうべときわだいがくたんきだいがくぶ、英語: Kobe Tokiwa Junior College）は、兵庫県神戸市長田区大谷町2-6-2に本部を置く日本の私立大学。1908年創立、1967年大学設置。大学の略称は神戸常盤。

## 概観

### 大学全体
- 兵庫県神戸市長田区内に所在した日本の私立短期大学で、設置主体は学校法人玉田学園[1]。1967年に神戸常盤短期大学として開学[注 4]。以後、増設により学科数は最大で4学科を擁していたが、2008年度より、一部の学科が神戸常盤大学へ譲渡され、新設の1学科含めて2学科に縮小された。2012年度より通学課程1学科に縮小（別に、通信教育部看護学科も含めて）。
- 2021年度の入学生を最後に[注釈 2]、短期大学としての使命を終えた。

### 建学の精神（校訓・理念・学是）
- 神戸常盤大学短期大学部における建学の精神
  - 学問と実践、研究と技術を直結することによって、すぐれた職業人、生活にすぐれた能力をもつ有為の人材を育成すること。

### 教育および研究
- 神戸常盤大学短期大学部は保育者を養成する幼児教育学科および歯科衛生士を育てる口腔保健学科の2つがあり、いずれもエキスパートを育てる学科となっている。また、通信教育部看護学科も置かれており、全国の短大でも唯一のものとなっている。

### 学風および特色
- 神戸常盤大学短期大学部では、外国人留学生の受入れに力をいれている。

## 沿革
- 1908年
  - 私立家政女学校設立。
- 1948年
  - 神戸常盤女子高等学校開校。
- 1951年
  - 3月5日 学校法人玉田学園が設置される[4]。
- 1967年
  - 1月23日 左記を以て文部省[注 5]より短期大学の設置が認可される[注 6]。
  - 4月1日 神戸常盤短期大学が以下の学科体制にて開学[注 7]。
    - 幼児教育科 入学定員50名[注釈 3]
    - 衛生技術科 入学定員80名[注釈 3]

  - 5月1日 学生数[11]/定員
    - 幼児教育科 46[注釈 4]/50
    - 衛生技術科 160[注 8]/80
- 1968年
  - 5月1日 学生数[12]/定員
    - 幼児教育科 92[注釈 4]/100
    - 衛生技術科 352[注 9]/160
- 1974年
  - 4月1日 衛生技術科の修業年限が3年に延長される[13]。
- 1976年
  - 4月1日 以下、増員あり[注 10]。
    - 幼児教育科 50→100
    - 衛生技術科 80→120

  - 5月1日 学生数[17]/定員
    - 幼児教育科 270[注釈 4]/150
    - 衛生技術科 504[注 11]/360
- 1977年
  - 5月1日 学生数[18]/定員
    - 幼児教育科 277[注釈 4]/200
    - 衛生技術科 463[注 12]/360
- 1983年
  - 2月15日 専攻科の設置が認められ、以下の課程を設ける[注 13]。
    - 衛生技術専攻 入学定員20名
- 1984年
  - 4月1日 専攻科に以下の専攻課程を増設する[注 14]。
    - 幼児教育専攻 入学定員20名
- 1985年
  - 5月1日 学生数[23]/定員
    - 幼児教育科 247[注釈 4]/200
    - 衛生技術科 404[注 15]/360
- 1986年
  - 5月1日 学生数[24]/定員
    - 幼児教育科 262[注釈 4]/200
    - 衛生技術科 401[注 16]/360
- 1987年
  - 5月1日 学生数[25]/定員
    - 幼児教育科 299[注釈 4]/200
    - 衛生技術科 384[注 17]/360
- 1989年
  - 4月1日
    - 以下の学科を増設する[注 18]。
    - 教養科 入学定員80名[注 19]
    - 上記にともない、以下の学科について減員あり。
      - 幼児教育科 100[注釈 5]→80
      - 衛生技術科 120[注釈 5]→80

  - 5月1日 学生数[31]/定員
    - 幼児教育科 230[注釈 4]/180
    - 衛生技術科 363[注 20]/320
    - 教養科 105[注釈 4]/160
- 1990年
  - 5月1日 学生数[32]/定員
    - 幼児教育科 217[注釈 4]/160
    - 衛生技術科 328[注 21]/240
    - 教養科 214[注釈 6]/160
- 1991年
  - 4月1日 教養科の入学定員を80→160[注 22]に増員[注 23]。
  - 5月1日 学生数[38]/定員
    - 幼児教育科 240[注釈 6]/160
    - 衛生技術科 316[注釈 7]/240
    - 教養科 314[注釈 8]/240
- 1992年
  - 5月1日 学生数[注 24]/定員
    - 幼児教育科 247[注釈 8]/160
    - 衛生技術科 323[注 25]/240
    - 教養科 403[注 26]/320
- 1999年
  - 5月1日 学生数[41]/定員
    - 幼児教育科 209[注 27]/160
    - 衛生技術科 293[注釈 7]/240
    - 教養科 283[注 28]/320
- 2000年
  - 4月1日 教養科の入学定員を160→140に減員[注 29]。
- 2001年
  - 4月1日 以下の学科を増設する[注 30]。
    - 看護学科 入学定員70名[注 31]
- 2003年
  - 4月1日 この年度の入学生より、教養科を以下の学科に改組される[注 32]。
    - 健康文化学科 入学定員140名[注 33]
- 2004年
  - 1月 平成16年度大学入試センター試験参加短期大学の1校となる[注 34]。
- 2005年
  - 4月1日 以下、増設あり[注 35]。
    - 看護学科通信教育部 入学定員350名[注 36]
- 2007年
  - 4月1日 以下の学科については、この年度で学生募集を最終とする[注 37]。
    - 衛生技術科[注釈 9]
    - 看護学科通学課程[注釈 9]
    - 健康文化学科[注 38]
- 2008年
  - 4月1日
    - 神戸常盤大学短期大学部に改称し、かつ以下の学科を増設する[注 39]。
      - 口腔保健学科 入学定員70名
- 2011年
  - 4月1日 以下の学科については、この年度で学生募集を最終とする[注 40]。
    - 幼児教育学科[注 41]
- 2014年
  - 1月 平成26年度大学入試センター試験参加短期大学の1校となる[69]。
  - 4月1日 看護学科通信教育部の入学定員を350→250に減員[注 42]。
- 2015年
  - 1月 平成27年度大学入試センター試験参加短期大学の1校となる[72]。
- 2016年
  - 1月 平成28年度大学入試センター試験参加短期大学の1校となる[73]。
- 2018年
  - 4月1日 看護学科通信教育部の入学定員を250→150に減員[注 43]。
- 2021年
  - 4月1日 この年度で短期大学としての学生募集を最終とする[注釈 2]。

## 基礎データ

### 所在地
- 兵庫県神戸市長田区大谷町2-6-2[注釈 1]

### 交通アクセス
- 阪神電気鉄道・山陽電気鉄道西代駅での下車が最も便利であるが、同駅より北へ徒歩で10分程度はかかる。
- JR神戸線・神戸市営地下鉄海岸線新長田駅からの利用も可能だが、北へ徒歩で15分程度はかかる。

### 象徴
- 右記資料を参照のこと[注 44]

## 教育および研究

### 組織

#### 学科
- 口腔保健学科 入学定員70名[77]

#### 通信制課程
- 看護学科 入学定員150名[77]
  - 大学入学資格があり、准看護師資格を取得後実務経験10年以上有する者が入学条件という他には例のない短期大学通信教育部となっていた。

#### 過去にあった学科
- 衛生技術科 入学定員80名[注釈 10]
- 健康文化学科 入学定員140名[注釈 10]
- 看護学科 入学定員70名[注釈 10]
- 幼児教育学科 入学定員90名[注 45]

#### 過去にあった専攻科
- 衛生技術専攻 入学定員20名[注釈 11]。
- 幼児教育専攻 入学定員20名[注釈 11]

#### 別科
- なし

#### 取得資格について
受験資格
- 看護師：看護学科（通信制）
- 歯科衛生士：口腔保健学科

#### 過去に取得できた資格について
- 保育士：幼児教育学科にて取得できるようになっていた。

教職課程
- 幼稚園教諭二種免許状が幼児教育学科にて取得できるようになっていた[注 46]。

受験資格
- 臨床検査技師：衛生技術科[85]。

#### 附属機関
- 地域交流センター
- エクステンションセンター
- ときわ病院：三木市にある。

### 研究
- 『神戸常盤短期大学紀要』[86]

## 学生生活

### 部活動・クラブ活動・サークル活動
- 神戸常盤大学短期大学部のクラブ活動[87]
  - 体育系：バドミントン・バレーボール・テニス・バスケットボール・卓球・スキー・スノーボード・フットサル・ダンスほか
  - 文化系：ボランティア・放送・軽音楽・演劇・美術ほか医療系の短大らしく病理部がある。

### 学園祭
- 神戸常盤大学短期大学部の学園祭は「常盤祭」と呼ばれていた[87]。

## 施設[注 47]
- 旭記念館：本館・体育館となっている。
- 研究室棟
- 総合グラウンド
- 第二看護実習室
- 第三看護実習室
- 看護学科通信教育事務室
- 講義室・LL教室ほか

## 対外関係

### 他大学との協定

#### ネパール
- ネパール医科大学
- トリブバン大学

### 関係校
- 大学コンソーシアムひょうご神戸

### 系列校
- 神戸常盤大学

## 社会との関わり
- 医療・健康・福祉・教養に関する公開講座や、「地域交流フェスタ」と題した生活習慣病のチェックサービスを行うイベントも催されている。
- 2002年度より独立行政法人国際協力機構の「食品微生物検査技術研修プログラム」に協力している。ネパールへの交換研修生派遣制度を実施している。

## 卒業後の進路について

### 編入学・進学実績[注 48]
- 幼児教育科：追手門学院大学・梅花女子大学・関西学院大学ほか
- 衛生技術科：杏林大学ほか。
- 健康文化学科[注 49]：桃山学院大学・神戸親和大学・大阪産業大学ほか。
- 看護学科：島根大学ほか。

## 附属学校
- 神戸常盤短期大学附属ときわ幼稚園